# Hallux rigidus
El hallux rigidus es una afección que restringe o impide la dorsiflexión la articulación del hallux o dedo gordo del pie. Se caracteriza por una artrosis osteofítica, degenerativa y anquilosante de la primera articulación metatarso-falángica y de otros elementos del dedo gordo del pie. También puede producirse secundariamente a otras afecciones, como el hallux valgus, la gota o traumatismos locales u operaciones quirúrgicas. En las primeras etapas se le denomina hallux limitus, puesto que no impide completamente la dorsiflexión.
También se puede producir como efecto tardío del raquitismo.

## Síntomas
- Dolor en el dedo gordo del pie y bajo el quinto dedo cuando se camina, se está de pie, corriendo o incluso en reposo. En estas zonas puede aparecer hiperqueratosis.
- Inflamación en el dedo gordo o en las zonas próximas.

Este dolor impide la flexión, de ahí que en algunos textos se le llame hallux flexus. Sin embargo, otros autores opinan que la afección tiene carácter propio, denominándose "rigidus" cuando su origen es una artrosis, mientras que sería "flexus" en el caso de que su etiopatogenia sea de origen muscular, tanto por parálisis de los extensores como por contractura de los flexores del hallux (ver Viladot en bibliografía citada).

## Tratamiento
Ciertas manipulaciones no quirúrgicas pueden ser a menudo usadas con éxito para tratar pacientes con variables grados de hallus rigidus.
- En los estadios iniciales se puede aliviar el dolor con baños de agua caliente y pomadas tras el secado.
- Se recomienda reposo.
- Eliminar los callos.
- Masajes.

El único tratamiento definitivo es la cirugía.